# کاترین و شرکا

جین برکین (چپ) در صحنه‌ای از فیلم.

کاترین و شرکا (انگلیسی: Catherine & Co.) یک کمدی جنسی فرانسوی-ایتالیایی به کارگردان میشل بوارون است که در سال ۱۹۷۵ منتشر شد.

## گزیدهٔ بازیگران
- جین برکین
- پاتریک دوور
- ژان-پیر امون
- ویتوریو کاپریولی
- ژان-کلود بریالی
- دورا دال
- مهدی الکلاوی
- ژاک لگرا
- ژاک مارین
- ژاک روسنی
- برنار موسون